# Ernest August I (książę Saksonii-Weimaru)
Ernest August I (ur. 19 kwietnia 1688 w Weimarze, zm. 19 stycznia 1748 tamże lub w Eisenach) – książę Saksonii w księstwie Saksonii-Weimar od 1707 (do 1728 ze stryjem Wilhelmem Ernestem) i w księstwie Saksonii-Eisenach od 1741, pochodzący z dynastii Wettinów.

## Życiorys
Ernest August był synem księcia Saksonii-Weimar Jana Ernesta III z rodu Wettinów i jego pierwszej żony Zofii Augusty, córki księcia Anhaltu-Zerbst Jana VI. Był najstarszym spośród synów Jana Ernesta żyjących w chwili jego śmierci. Jako piętnastolatek zaczął studia w Halle, w 1705 przeniósł się do Jeny. W 1706 wyruszył w podróż po Europie. W 1707 zmarł jego ojciec, który współrządził księstwem Saksonii-Weimar ze swym bratem Wilhelmem Ernestem. Ernest August powrócił do rodzinnego kraju, gdzie w 1709 został uznany za pełnoletniego i dopuszczony formalnie do współrządów. Jednak jego stryj nie chciał faktycznie podzielić się władzą, co spowodowało długotrwały konflikt pomiędzy książętami, zakończony dopiero w 1723. Zasługą Ernesta Augusta było wprowadzenie w 1725 zasady dziedziczenia księstwa Saksonii-Weimar na zasadzie primogenitury. Stryj zmarł w 1728 i wówczas Ernest August objął rządy w księstwie. W 1741, po śmierci księcia Wilhelma Henryka odziedziczył także księstwo Saksonii-Eisenach.
Przejawiał zamiłowanie do splendoru dworskiego oraz spraw wojskowych. W 1730 przeprowadził reformę spraw kościelnych w swym księstwie, a w 1733 spraw szkolnych. Przeprowadzał także zmiany m.in. w wymiarze sprawiedliwości, przemyśle i rolnictwie. Z jego inicjatywy budowano w księstwie pałace. Był zamiłowanym myśliwym, interesował się także alchemią i magią. W 1742 wydał anonimowo pracę o charakterze teozoficznym.

## Rodzina
Ernest August był dwukrotnie żonaty. 24 stycznia 1716 w Nienburgu poślubił Eleonorę Wilhelminę (1696–1726), córkę Emanuela Lebrechta, księcia Anhalt-Köthen i wdowę po zmarłym w 1714 Fryderyku Hermanie z rodziny książąt Saksonii-Merseburga. Para miała ośmioro dzieci:
- Wilhelm Ernest (1717–1719),
- Wilhelmina Augusta (1717–1752),
- Jan Wilhelm (1719–1732),
- Szarlotta Agnieszka Leopoldyna (1720–1724),
- Joanna Eleonora Henrietta (1721–1722),
- Ernestyna Albertyna (1722–1769), żona Filipa II Ernesta, hrabiego Schaumburg-Lippe,
- Bernardyna Krystyna Zofia (1724–1757), żona Jana Fryderyka, księcia Schwarzburga-Rudolstadtu,
- Emanuel Fryderyk Wilhelm Bernard (1725–1729)[1].

Pierwsza żona zmarła 30 sierpnia 1726. 7 kwietnia 1734 w Bayreuth Ernest August ożenił się z Zofią Szarlottą Albertyną (1713–1747), córką Jerzego Fryderyka, margrabiego Brandenburgii-Bayreuth. Z tego małżeństwa pochodziło czworo dzieci: 
- Karol August Eugeniusz (1735–1736),
- Ernest August II (1737–1758), następca ojca jako książę Saksonii-Weimar i Saksonii-Eisenach,
- Ernestyna Augusta Zofia (1740–1786), żona Ernesta Fryderyka III, księcia Saksonii-Hildburghausen,
- Ernest Adolf Felix (1741–1743)[1].

Druga żona zmarła rok przed śmiercią księcia, 2 marca 1747.